# Tyran de Nutting
Myiarchus nuttingi
Espèce
Statut de conservation UICN

 LC  : Préoccupation mineure
Le Tyran de Nutting (Myiarchus nuttingi), aussi appelé Moucherolle de Nutting, est une espèce de passereau de la famille des Tyrannidae,.

## Systématique et distribution
Cet oiseau est représenté par trois sous-espèces selon la classification de référence du Congrès ornithologique international (version 9.1, 2019) :
- Myiarchus nuttingi inquietus Salvin & Godman, 1889 : ouest semi-aride du Mexique (de l'État de Sonora au Chiapas) et centre du Mexique ;
- Myiarchus nuttingi nuttingi Ridgway, 1882 : vallées arides, du Chiapas (Mexique) au nord-ouest du Costa Rica ;
- Myiarchus nuttingi flavidior van Rossem, 1936 : des plaines de la côte pacifique du sud du Mexique (Chiapas) au nord-ouest du Costa Rica[1],[2],[4].